# Legnago
Legnago (velenceiül Lenjago) település Olaszországban, Veneto régióban, Verona megyében. Lakosainak száma 25 366 fő (2023. január 1.). Legnago Angiari, Bonavigo, Castelnovo Bariano, Cerea, Terrazzo, Bergantino, Boschi Sant'Anna, Minerbe, Villa Bartolomea és Terrazzo, Italy községekkel határos.
A napóleoni háborúk és a Lombard–Velencei Királyság idején kiépült észak-itáliai osztrák erődrendszer, az ún. Erődnégyszög (Festungsviereck / Quadrilatero) egyik fő erődvárosa, Peschiera del Garda, Mantova és Verona mellett.

## Népesség
A település népességének változása:
| Lakosok száma | 25 265 | 25 259 | 25 366 |
|               | 2017   | 2018   | 2023   |